# Klenovice (district de Tábor)
Pour les articles homonymes, voir Klenovice.
Klenovice (en allemand : Klenowitz) est une commune du district de Tábor, dans la région de Bohême-du-Sud, en République tchèque. Sa population s'élevait à 657 habitants en 2020.

## Géographie
Klenovice est arrosée par la Lužnice, un affluent de la Vltava, et se trouve à 3 km au nord du centre de Soběslav, à 16 km au sud-sud-est de Tábor, à 38 km au nord-nord-est de České Budějovice et à 91 km au sud-sud-est de Prague.
La commune est limitée par Roudná au nord, par Sedlečko u Soběslavě et Zvěrotice à l'est, par Soběslav au sud et au sud-ouest, et par la Lužnice et la commune de Skalice à l'ouest.

## Histoire
La première mention écrite du village date de 1398.